# Cenerentola (film 1989)
Cenerentola (Aschenputtel) è un film per la televisione del 1989 diretto da Karin Brandauer e basato sulla fiaba dei fratelli Grimm, Cenerentola. Tra gli interpreti figurano Roswitha Schreiner, Krista Stadler e Petra Vigna.

## Trama
C'era una volta una fanciulla umile e gentile, orfana di madre, costretta dalla perfida matrigna e dalle due sprezzanti sorellastre a svolgere i lavori domestici come l'ultima delle sguattere. La dolce Cenerentola, chiamata così poiché sempre sporca di cenere, obbediva senza mai lamentarsi, nemmeno con il padre, sempre in viaggio e profondamente cambiato dalla morte della prima moglie. La sua era una vita triste e misera, fatta di punizioni ingiuste e pesanti ore di lavoro. Un giorno, dal castello arrivò un messaggero con l'invito, per tutte le fanciulle del reame, ad un ballo in onore del Principe, durante il quale l'erede al trono avrebbe scelto la sua promessa sposa. Le due sorellastre, con l'aiuto di Cenerentola, iniziarono immediatamente i preparativi per il ballo, senza dimenticare di schernire la povera fanciulla che invece si dava tanta pena per aiutarle. Cenerentola, in lacrime, si recò a piangere sulla tomba della madre, ed ecco che le apparve una candida colomba, che le donò un meraviglioso vestito trapuntato d'argento e un cocchio per raggiungere il castello.  Al ballo, Cenerentola catturò l'attenzione del Principe, e fu amore a prima vista. Ma a mezzanotte l'incantesimo finì, e Cenerentola dovette fuggire, lasciando dietro di sé una delle sue scarpette d'oro.
Il Principe, volendo ritrovare la misteriosa fanciulla per farne sua moglie, si recò di casa in casa per provare la scarpetta d'oro a tutte le fanciulle in età da marito. Giunto per la prova anche a casa di Cenerentola, il Principe assistette ai tentativi disperati delle sorellastre di infilare i loro piedi nella minuscola calzatura, ma nemmeno con l'aiuto del coltello le due riuscirono ad ingannare le colombe, che avvertirono il Principe del sotterfugio. Scoperta Cenerentola, nascosta imbarazzata nella colombaia, il Principe le provò la scarpetta, trovando finalmente la fanciulla amata e la sua futura sposa. Con la folla in festa, Cenerentola seguì il Principe al castello, dimenticando il suo passato infelice e le angherie della sua crudele famiglia.